# Kaltenborn

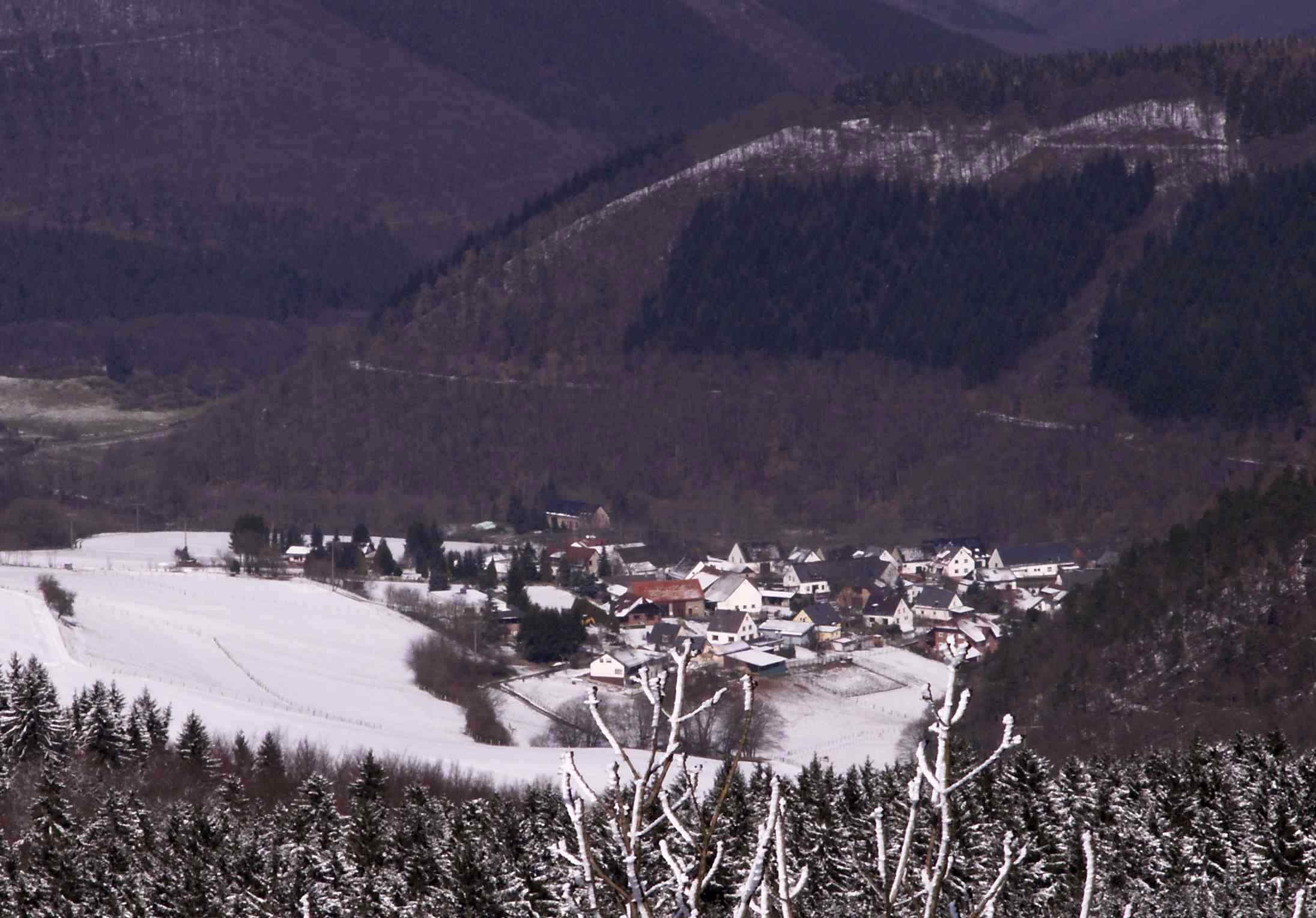
Kaltenborn von der Hohen Acht aus gesehen

Kaltenborn ist eine Ortsgemeinde im Landkreis Ahrweiler in Rheinland-Pfalz. Sie gehört der Verbandsgemeinde Adenau an.

## Geographie und Sehenswürdigkeiten

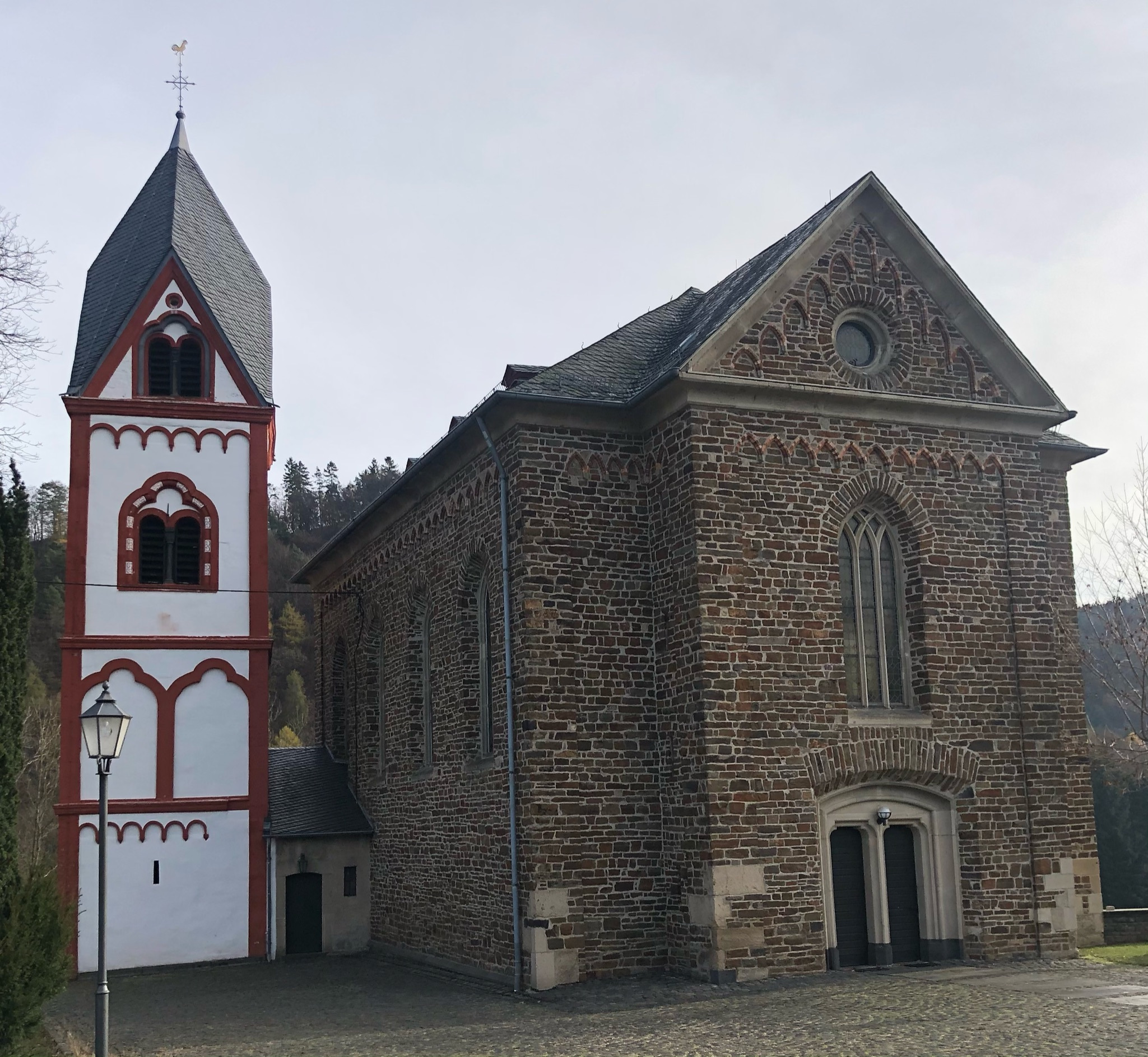
Kirche mit staufischem Turm

Kaltenborn liegt im Zentrum der Hocheifel am Fuße der Hohen Acht, der mit 747 m ü. NHN höchsten Erhebung der Eifel, inmitten einer hügeligen Landschaft mit ausgedehnten Waldflächen. Aufgrund der landschaftlich günstigen Lage wird der Ort auch durch den Tourismus geprägt. Zu Kaltenborn gehören die Ortsteile Jammelshofen, Herschbach und Hochacht sowie die Wohnplätze Hotel Hohe Acht, Mühlenhof und Rosenhof.
Durch Kaltenborn fließt der Herschbach. Die Kirche St. Servatius mit Kirchenschiff aus dem 19. Jahrhundert hat einen reich gegliederten, staufischen Turm aus dem 13. Jahrhundert.

## Geschichte
Am 7. November 1970 wurde die bis dahin selbständige Gemeinde Jammelshofen nach Kaltenborn eingemeindet.
Bevölkerungsentwicklung
Die Entwicklung der Einwohnerzahl von Kaltenborn; die Werte von 1871 bis 1987 beruhen auf Volkszählungen:
| Jahr | Einwohner |
| 1815 | 112       |
| 1835 | 145       |
| 1871 | 101       |
| 1905 | 103       |
| 1939 | 472       |
| 1950 | 272       |

| Jahr | Einwohner |
| 1961 | 373       |
| 1970 | 386       |
| 1987 | 343       |
| 1997 | 406       |
| 2005 | 421       |
| 2023 | 346       |

## Politik

### Gemeinderat
Der Gemeinderat in Kaltenborn besteht aus acht Ratsmitgliedern, die bei der Kommunalwahl am 9. Juni 2024 in einer Mehrheitswahl gewählt wurden, und dem ehrenamtlichen Ortsbürgermeister als Vorsitzendem.

### Bürgermeister
Volker Kloss wurde am 19. Juli 2024 Ortsbürgermeister von Kaltenborn. Da für die Direktwahl am 9. Juni 2024 kein Wahlvorschlag eingereicht wurde, oblag die Neuwahl des Bürgermeisters gemäß rheinland-pfälzischer Gemeindeordnung dem Rat der Gemeinde, der sich auf seiner konstituierenden Sitzung für Kloss entschied.
Die Vorgänger von Volker Kloss waren Manfred Hoffmann (Amtszeit 2014–2024) und Wilfried Börder (1999–2014).

## Sonstiges
Am 22. Dezember 1982 stürzte ein Kampfflugzeug der US. Air Force aus Bitburg bei Herschbach ab. Der Pilot wurde beim Absturz getötet. Er wurde mit einem Gedenkstein (⊙) geehrt.

## In Kaltenborn geboren
- Reinhold Müller (1875–1940), Beamter und Politiker